# Bathyraja hesperafricana
Bathyraja hesperafricana е вид хрущялна риба от семейство Arhynchobatidae.

## Разпространение и местообитание
Видът е разпространен в Гвинея и Сенегал.
Среща се на дълбочина от 750 до 2000 m, при температура на водата от 5,2 до 6,9 °C и соленост 34,7 – 34,9 ‰.

## Описание
На дължина достигат до 3,4 m.